# Campeonato da Ucrânia de Ciclismo Contrarrelógio
Os Campeonatos da Ucrânia de Ciclismo Contrarrelógio são organizados anualmente desde 1997, para determinar o campeão ciclista da Ucrânia de cada ano, na modalidade.
O título é outorgado ao vencedor de uma única prova, na modalidade de Contrarrelógio individual. O vencedor obtêm o direito de usar a maillot com as cores da bandeira da Ucrânia até ao campeonato do ano seguinte, unicamente quando disputa provas contrarrelógio.

## Palmarés
| Ano  | Campeão            | Segundo            | Terceiro           |
| 1996 | Serhiy Honchar     | -                  | -                  |
| 1997 | Serguei Avdyeyev   | Ruslan Pidgornyy   | Volodymyr Gustov   |
| 1998 | Serhiy Honchar     | Yuriy Krivtsov     | Serguei Avdyeyev   |
| 1999 | Sergiy Matveyev    | Stanislav Nefedov  | Andrei Yatsenko    |
| 2000 | Serhiy Honchar     | Aleksandr Klymenko | Olexander Dykiy    |
| 2001 | Serhiy Honchar     | Aleksandr Klymenko | Yuriy Krivtsov     |
| 2002 | Serhiy Honchar     | Bogdan Bondariew   | Sergiy Matveyev    |
| 2003 | Sergiy Matveyev    | Serhiy Honchar     | Yuriy Krivtsov     |
| 2004 | Yuriy Krivtsov     | Sergiy Matveyev    | Serhiy Honchar     |
| 2005 | Andriy Grivko      | Sergiy Matveyev    | Volodymyr Bileka   |
| 2006 | Andriy Grivko      | Yuriy Krivtsov     | Volodymyr Bileka   |
| 2007 | Volodymyr Dyudya   | Sergiy Matveyev    | Dmytro Grabovskyy  |
| 2008 | Andriy Grivko      | Sergiy Matveyev    | Denys Kostyuk      |
| 2009 | Andriy Grivko      | Dmytro Grabovskyy  | Oleksandr Kvachuk  |
| 2010 | Vitaliy Popkov     | Yuriy Krivtsov     | Andriy Vasylyuk    |
| 2011 | Oleksandr Kvachuk  | Volodymyr Bileka   | Oleg Chuzhda       |
| 2012 | Andriy Grivko      | Mykhailo Kononenko | Sergiy Lagkuti     |
| 2013 | Andriy Vasyluk     | Andriy Grivko      | Mykhailo Kononenko |
| 2014 | Andriy Vasyluk     | Mykhailo Kononenko | Volodymyr Kogut    |
| 2015 | Sergiy Lagkuti     | Andriy Khripta     | Andriy Vasyluk     |
| 2016 | Andriy Vasyluk     | Andriy Khripta     | Oleksandr Prevar   |
| 2017 | Oleksandr Polivoda | Andriy Vasyluk     | Oleksandr Prevar   |
| 2018 | Andriy Grivko      | Mykhailo Kononenko | Oleksandr Golovash |
| 2019 | Mark Padun         | Andriy Vasyluk     | Oleksandr Golovash |
| 2020 | Mykhailo Kononenko | Oleksandr Golovash | Andriy Vasyluk     |
| 2021 | Mykhailo Kononenko | Oleksandr Golovash | Vitaliy Hryniv     |